# Olympische Sommerspiele 1968/Kanu – Zweier-Kajak 1000 m (Männer)
Die Wettkämpfe im Zweier-Kajak über 1000 Meter bei den Olympischen Sommerspielen 1968 wurden vom 22. bis 25. Oktober auf der Pista Olímpica Virgilio Uribe ausgetragen.
Es wurden drei Vorläufe und zwei Hoffnungsläufe ausgetragen. Danach folgten drei Halbfinalläufe und das Finale, das das Boot der Sowjetunion gewann.

## Ergebnisse

### Vorläufe
Die jeweils ersten drei Boote qualifizierten sich für die Halbfinals, die restlichen Boote für den Hoffnungslauf.

#### Lauf 1
| Rang | Athleten                                | Nation             | Zeit       |
| ---- | --------------------------------------- | ------------------ | ---------- |
| 1    | Atanasie Sciotnic Aurel Vernescu        | Rumänien           | 3:36,5 min |
| 2    | Csaba Giczy István Timár                | Ungarn             | 3:37,9 min |
| 3    | Oleksandr Schaparenko Wolodymyr Morosow | Sowjetunion        | 3:40,9 min |
| 4    | Adrian Powell John Southwood            | Australien         | 3:42,6 min |
| 5    | Lars Andersson Gunnar Utterberg         | Schweden           | 3:42,8 min |
| 6    | Jean-Pierre Burny Herman Naegels        | Belgien            | 3:49,5 min |
| 7    | Paul Beachem Peter Weigand              | Vereinigte Staaten | 4:15,0 min |

#### Lauf 2
| Rang | Athleten                              | Nation         | Zeit       |
| ---- | ------------------------------------- | -------------- | ---------- |
| 1    | Gerhard Seibold Günther Pfaff         | Österreich     | 3:38,9 min |
| 2    | Antonius Geurts Paul Hoekstra         | Niederlande    | 3:42,0 min |
| 3    | Cesare Beltrami Cesare Zilioli        | Italien        | 3:44,1 min |
| 4    | Holger Zander Bernhard Schulze        | BR Deutschland | 3:50,8 min |
| 5    | Paul Gnamia M’Boule N’Gama N’Gama     | Elfenbeinküste | 4:09,8 min |
| 6    | Arpad Simonyik Jean Barre             | Kanada         | 4:14,5 min |
| —    | Karl-Gustav von Alfthan Heikki Mäkelä | Finnland       | DNS        |

#### Lauf 3
| Rang | Athleten                            | Nation         | Zeit       |
| ---- | ----------------------------------- | -------------- | ---------- |
| 1    | Klaus Heinroth Manfred Ehrhardt     | DDR            | 3:50,3 min |
| 2    | Staniša Radmanović Zlatomir Šuvački | Jugoslawien    | 3:51,5 min |
| 3    | Peter Lawler Mark Whitby            | Großbritannien | 3:53,5 min |
| 4    | Alonso Heinze Jerónimo Gómez        | Mexiko         | 4:09,9 min |
| —    | Hans-Wiggo Knudsen Erik Hansen      | Dänemark       | DNS        |
| —    | Egil Søby Jan Johansen              | Norwegen       | DNS        |

### Hoffnungsläufe
Die ersten drei Boote der Hoffnungsläufe erreichten das Halbfinale.

#### Lauf 1
| Rang | Athleten                          | Nation         | Zeit        |
| ---- | --------------------------------- | -------------- | ----------- |
| 1    | Jean-Pierre Burny Herman Naegels  | Belgien        | 3:47,64 min |
| 2    | Adrian Powell John Southwood      | Australien     | 3:50,82 min |
| 3    | Paul Gnamia M’Boule N’Gama N’Gama | Elfenbeinküste | 4:07,98 min |

#### Lauf 2
| Rang | Athleten                        | Nation             | Zeit        |
| ---- | ------------------------------- | ------------------ | ----------- |
| 1    | Holger Zander Bernhard Schulze  | BR Deutschland     | 3:50,08 min |
| 2    | Lars Andersson Gunnar Utterberg | Schweden           | 3:54,18 min |
| 3    | Arpad Simonyik Jean Barre       | Kanada             | 3:59,03 min |
| 4    | Paul Beachem Peter Weigand      | Vereinigte Staaten | 4:00,04 min |
| 5    | Alonso Heinze Jerónimo Gómez    | Mexiko             | 4:11,57 min |

### Halbfinalläufe
Die ersten drei Boote der Halbfinals erreichten das Finale.

#### Lauf 1
| Rang | Athleten                         | Nation         | Zeit        |
| ---- | -------------------------------- | -------------- | ----------- |
| 1    | Atanasie Sciotnic Aurel Vernescu | Rumänien       | 3:43,94 min |
| 2    | Jean-Pierre Burny Herman Naegels | Belgien        | 3:44,63 min |
| 3    | Antonius Geurts Paul Hoekstra    | Niederlande    | 3:53,05 min |
| 4    | Arpad Simonyik Jean Barre        | Kanada         | 3:58,37 min |
| 5    | Peter Lawler Mark Whitby         | Großbritannien | 3:59,50 min |

#### Lauf 2
| Rang | Athleten                                | Nation         | Zeit        |
| ---- | --------------------------------------- | -------------- | ----------- |
| 1    | Oleksandr Schaparenko Wolodymyr Morosow | Sowjetunion    | 3:44,39 min |
| 2    | Gerhard Seibold Günther Pfaff           | Österreich     | 3:46,30 min |
| 3    | Holger Zander Bernhard Schulze          | BR Deutschland | 3:49,19 min |
| 4    | Staniša Radmanović Zlatomir Šuvački     | Jugoslawien    | 3:53,60 min |
| 5    | Paul Gnamia M’Boule N’Gama N’Gama       | Elfenbeinküste | 4:01,31 min |

#### Lauf 3
| Rang | Athleten                        | Nation     | Zeit        |
| ---- | ------------------------------- | ---------- | ----------- |
| 1    | Csaba Giczy István Timár        | Ungarn     | 3:45,77 min |
| 2    | Cesare Beltrami Cesare Zilioli  | Italien    | 3:48,69 min |
| 3    | Lars Andersson Gunnar Utterberg | Schweden   | 3:48,97 min |
| 4    | Klaus Heinroth Manfred Ehrhardt | DDR        | 3:51,78 min |
| 5    | Adrian Powell John Southwood    | Australien | 3:52,17 min |

### Finale
| Rang | Athleten                                | Nation         | Zeit        |
| ---- | --------------------------------------- | -------------- | ----------- |
| 1    | Oleksandr Schaparenko Wolodymyr Morosow | Sowjetunion    | 3:37,54 min |
| 2    | Csaba Giczy István Timár                | Ungarn         | 3:38,44 min |
| 3    | Gerhard Seibold Günther Pfaff           | Österreich     | 3:40,71 min |
| 4    | Antonius Geurts Paul Hoekstra           | Niederlande    | 3:41,36 min |
| 5    | Lars Andersson Gunnar Utterberg         | Schweden       | 3:41,99 min |
| 6    | Atanasie Sciotnic Aurel Vernescu        | Rumänien       | 3:45,18 min |
| 7    | Jean-Pierre Burny Herman Naegels        | Belgien        | 3:45,21 min |
| 8    | Cesare Beltrami Cesare Zilioli          | Italien        | 3:46,08 min |
| 9    | Holger Zander Bernhard Schulze          | BR Deutschland | 4:02,01 min |

## Weblink
- Ergebnisse